# 通北县
通北县，中国旧县名。
清朝光绪三十四年（1908年）置，治所在今黑龙江省北安市东南通北镇，属齐齐哈尔副都统辖区。后废。1915年置通北设治局，1917年升县，治所在通肯镇（今黑龙江北安市西南通北镇）。1956年裁撤，并入北安县。
1982年12月18日，中华人民共和国国务院【国函[1982]276号】：撤销北安县，设立县级北安市、通北县，县城驻通北镇。未及实施，1983年4月28日国务院【国函[1983]82号】：撤销通北县，并入北安市。